# Zakłady „Solvay”
Zakłady „Solvay”, zwane także Spółka „Solvay” – przedsiębiorstwo w Polsce z zarządem w Warszawie, utworzone w 1908 r. Należało do kapitalistów belgijskich.
Spółka miała zakłady m.in. w Grodźcu. Zakłady „Solvay”:
- w 1920 r. wydzierżawiły Kopalnię węgla „Grodziec I”, a w 1930 r. nabyły ją na własność.
- w 1922 r. wydzierżawiła Cementownię „Grodziec” i w 1930 r. nabyła ją na własność.
- w 1936 r. nabyły Kopalnię węgla „Grodziec II”, w związku z czym kopalnia „Grodziec I” została unieruchomiona.

Zakłady „Solvay” od sezonu 1929/1930 poprzez Cementownię „Grodziec” utworzyły i sponsorowały Klub Sportowy „Solvay” w Grodźcu.